# Río Istra

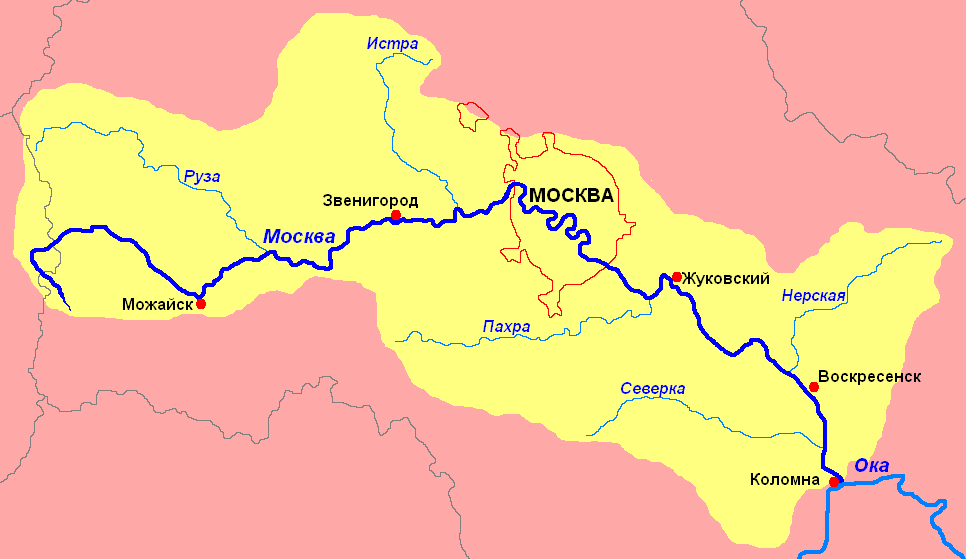
El río Moscova y sus afluentes.

El río Istra (del ruso: Истра) es un río de Rusia que discurre por el óblast de Moscú. Es un afluente de la orilla izquierda del Moscova, por lo que pertenece a la cuenca hidrográfica del Volga. 

## Geografía
El Istra nace a unos 70 km al noroeste de Moscú, en la región de Klin, tomando dirección sur. Se ha construido un gran embalse en su recorrido, el Embalse Ístrinskoie o Ístrinskoye Vodojranílische (Истринское водохранилище). Su superficie es de 27.4 kilómetros cuadrados. 
El río baña la ciudad de Istra. 
Tras un recorrido de 113 km, desemboca en el Moscova en su orilla izquierda, entre las ciudades de Zvenígorod y Moscú, por encima de la capital (en el pueblo Petrovo-Dálneye).
En su valle se ha desarrollado el turismo náutico, sobre todo en el embalse Ístrinskoie.

## Hidrometría - Caudales en Pávloskaya Sloboda
El caudal del Istra ha sido observado durante un período de 60 años (durante los años 1925-1985 en Pávloskaya Sloboda, localidad situada a doce kilómetros por encima de su confluencia con el Moscova.
Hay que tener presente que el caudal ha sido artificializado o regularizado tras la construcción de la represa de Istrinskoye.
El Istra es un río medianamente abundante. El caudal medio interanual del río en Pavloskaya Sloboda es de 12.1 m³ por segundo para una superficie drenada de 1.950 km², lo que corresponde a la casi totalidad de la cuenca hidrográfica que tiene 2.050. La lámina de agua que se vierte en esta cuenca es de 196 mm anuales, lo que corresponde con los valores de otros ríos de la región moscovita.
El Istra presenta las fluctuaciones estacionales clásicas de los ríos del centro de la llanura rusa. Las crecidas se desarrollan en primavera, de finales de marzo a principios de mayo (con el pico en abril) y son resultado de la fusión de la nieve. Desde el mes de mayo, el caudal disminuye rápidamente a las bajas auas de verano (mínimo en julio). Un segundo período de crecidas, aunque de menos importancia, tiene lugar en otoño (máximo octubre y sobre todo, en noviembre) bajo el efecto de las precipitaciones de la estación, y de la poca evaporación de esa época del año. A continuación, empiezan el invierno ruso, con sus nieves y heladas, que hacen que el río sufra un segundo periodo de estiaje, el más importante, que va desde diciembre a marzo.
El caudal medio mensual observado en enero (mínimo anual de estiaje), es de 6,49 m³/segundo, el 13% del caudal medio del mes de abril (49,2& m³/segundo). La amplitud de las variaciones estacionales puedeser calificada de media en el contexto de los ríos de Rusia.
En el período de observación de 60 años, el caudal mensual mínimo fue de 1,02 m³/segundo en febrero de 1948, mientras que el caudal mensual máximo alcanzó los 133 m³/segundo en abril de 1966.
Caudal medio mensual del Istra (en m³/s) medido en la estación hidrológica de Pavloskaya Sloboda
Datos calculados en 60 años